# دوو تاکوما
دوو تاکوما (Daewoo Tacuma) خودرویی است که از سال ۲۰۰۰ تا ۲۰۰۸ و از ۲۰۰۸ تا ۲۰۰۹ (در ازبکستان) تولید شده‌است.
این خودرو در کلاس مینی ام‌پی‌وی قرار گرفته، طراحی آن خودروهای موتور جلو-محور جلو بوده طول آن در حالت طبیعی ۴٬۳۵۰ میلیمتر (۱۷۱٫۳ اینچ)، عرض آن در حالت طبیعی ۱٬۷۶۰ میلیمتر (۶۹٫۳ اینچ) و ارتفاع آن در حالت طبیعی ۱٬۵۸۰ میلیمتر (۶۲٫۲ اینچ) و وزن آن در حالت طبیعی ۱٬۲۷۲ کیلوگرم (۲٬۸۰۴ پوند) است. سیستم جعبه‌دندهٔ آن ۴ دنده به دو صورت خودکار و دستی است.